# J. A. A. van Doorn

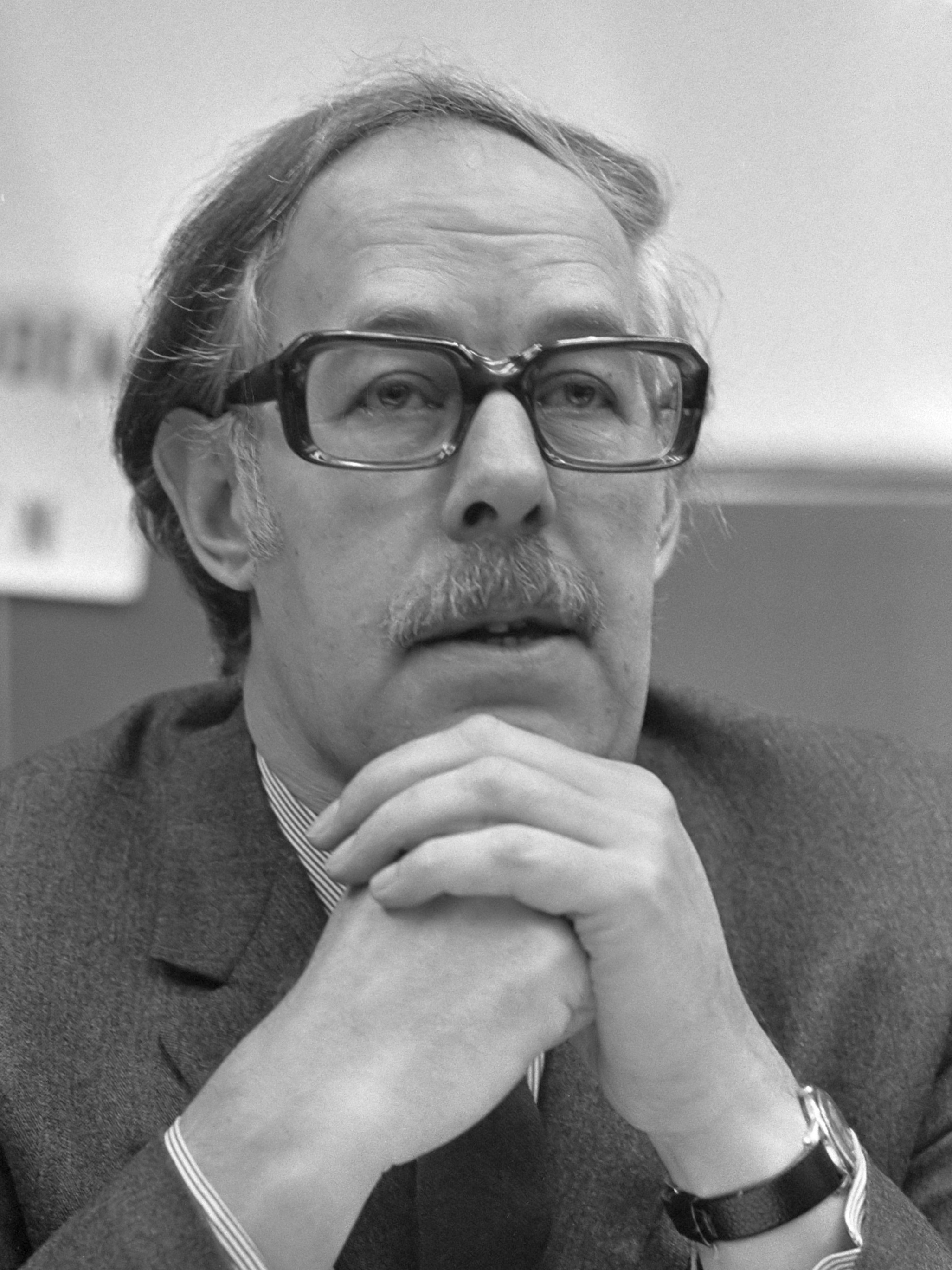
Jacques van Doorn (1974)

Jacobus Adrianus Antonius (Jacques) van Doorn (* 5. März 1925 in Maastricht; † 14. Mai 2008 in Rijswijk) war ein niederländischer Soziologe mit wichtigen Beiträgen zur Militärsoziologie sowie Historiker und Kolumnist. Er galt als einer der führenden Vertreter der modernen niederländischen Soziologie.

## Leben
Van Doorn studierte Humangeografie an der Universität Amsterdam und wurde 1956 in Soziologie an der Universität Leiden promoviert. Sein Studium wurde allerdings von 1946 bis 1948 durch seine Teilnahme als Gefreiter an den Polizeiaktionen im Zuge des Indonesischen Unabhängigkeitskriegs im damaligen Niederländisch-Indien unterbrochen.
1958 wurde er außerordentlicher Professor für Betriebssoziologie an der Universität Leiden und 1960 Professor für Soziologie am Nederlandse Economische Hogeschool (NEH); diese wurde später in die Erasmus-Universität Rotterdam überführt. Dort beschäftigte er sich vor allem mit Bildungssoziologie; ferner war er am Instituut voor Sociaal Onderzoek van het Nederlandse Volk (ISONEVO) tätig. Von 1962 bis 1972 war er zusätzlich Professor an der Koninklijke Militaire Academie (KMA) in Breda. 1987 erfolgte die Emeritierung.
1953 war er Gründungsherausgeber der Fachzeitschrift Sociologische Gids. Gemeinsam mit Cor Lammers veröffentlichte er 1959 eine Einführung in die Moderne Soziologie, die 1984 in der 15. Auflage erschien. Weitere Schriften handelten u. a. von der kolonialen Vergangenheit seines Landes, der niederländischen Demokratie und dem deutschen „Sozialismus“.
Seit 1969 war er Mitglied der Königlich Niederländischen Akademie der Wissenschaften. Von 1974 bis 1978 war er Präsident des Research Committee on Armed Forces and Conflict Resolution (RC1) der International Sociological Association; darüber hinaus war er Editor der Zeitschrift Armed Forces & Society.
Nach seiner Emeritierung war er als Kolumnist für niederländische Zeitungen und Zeitschriften u. a. NRC Handelsblad, Trouw und HP/De Tijd tätig. Van Doorn galt als konservativ; er war allerdings ein Befürworter der multikulturell verfassten Einwanderungsgesellschaft und stand dem aufkeimenden Populismus eines Pim Fortuyn, Geert Wilders oder einer Rita Verdonk in seinem Land ablehnend gegenüber.
Seit 2011 wird durch das Netherlands Institute for Advanced Study (NIAS) und das Department of Social Sciences and Public Administration an der Erasmus-Universität Rotterdam das Jacques van Doorn Fellowship vergeben.

## Schriften (Auswahl)
- Sociological essays, 1968.
- Armed forces and society, 1968.
- Military profession and military regimes, 1969.
- On military intervention, 1971. (m. Morris Janowitz)
- On military ideology, 1971. (m. Morris Janowitz)
- The soldier and social change, 1975.
- The military and the problem of legitimacy, 1976. (m. Gwyn Harries-Jenkins)